# Juri Igorewitsch Schelesnow
Juri Igorewitsch Schelesnow (russisch Юрий Игоревич Железнов; * 15. November 2002 in Saransk) ist ein russischer Fußballspieler.

## Karriere

### Verein
Schelesnow begann seine Karriere bei Rubin Kasan. Im Februar 2020 wechselte er zum Drittligisten Saturn Ramenskoje. Für Saturn konnte er aufgrund des COVID-bedingten Saisonabbruchs in der Saison 2019/20 allerdings nicht mehr zum Einsatz kommen. Daraufhin debütierte er im August 2020 in der Perwenstwo PFL. In der Saison 2020/21 kam der Flügelspieler insgesamt zu 23 Einsätzen, in denen er fünf Tore erzielte.
Zur Saison 2021/22 wechselte Schelesnow zum Erstligisten Ural Jekaterinburg. Sein Debüt in der Premjer-Liga gab er im Juli 2021 gegen den FK Krasnodar. In seiner ersten Spielzeit im Oberhaus kam er zu 21 Einsätzen. In der Saison 2022/23 absolvierte er 14 Spiele in der Premjer-Liga. Nach weiteren zwei Einsätzen zu Beginn der Saison 2023/24 wurde er im September 2023 an die Reserve des FK Krasnodar verliehen. Für Krasnodar-2 kam er insgesamt zu 25 Einsätzen in der dritten Liga.
Zur Saison 2024/25 kehrte Schelesnow nach Jekaterinburg zurück, Ural war in seiner Abwesenheit aus dem Oberhaus abgestiegen.

### Nationalmannschaft
Schelesnow spielte im September 2019 dreimal für die russische U-18-Auswahl.